# 30379 Molaro
30379 Molaro è un asteroide della fascia principale. Scoperto nel 2000, presenta un'orbita caratterizzata da un semiasse maggiore pari a 2,7909936 au e da un'eccentricità di 0,2822240, inclinata di 17,25209° rispetto all'eclittica.